# پای خرس (سرده)
پای خرس (نام علمی: Acanthus) نام یک سرده از گیاهان گلدار از خانوادهٔ پاخرسیان است که در حدود ۳۰ گونه دارد.
گیاهی علفی و دائمی است که ارتفاع آن به یک متر می‌رسد. این بوتهٔ زینتی دارای برگ‌های بزرگ در حال خم شدن پرجلا و به رنگ سبز تیره و به صورت زبانه‌ای با خارهای تیز در نوک دندانه‌های حاشیه‌ای هستند. گل آذین‌های بلند گیاه زینتی آکانتوس یا پای خرس با گل‌هایی به رنگ سفید و ارغوانی و لوله‌ای شکل که به طور متناوب بین طبقاتی از لایه براکته‌ای سبز و تیغ دار قرار دارند در سرتاسر تابستان ظاهر و شکوفا می‌شوند. تکثیر و ازدیاد گیاه زینتی پای خرس به وسیلهٔ قلمه‌های ریشه در بهار یا از طریق تقسیم بوته در زمستان یا کاشت بذر در بهار در هوای آزاد یا جدا کردن پاجوش در بهار انجام می‌شود.